# Vardø

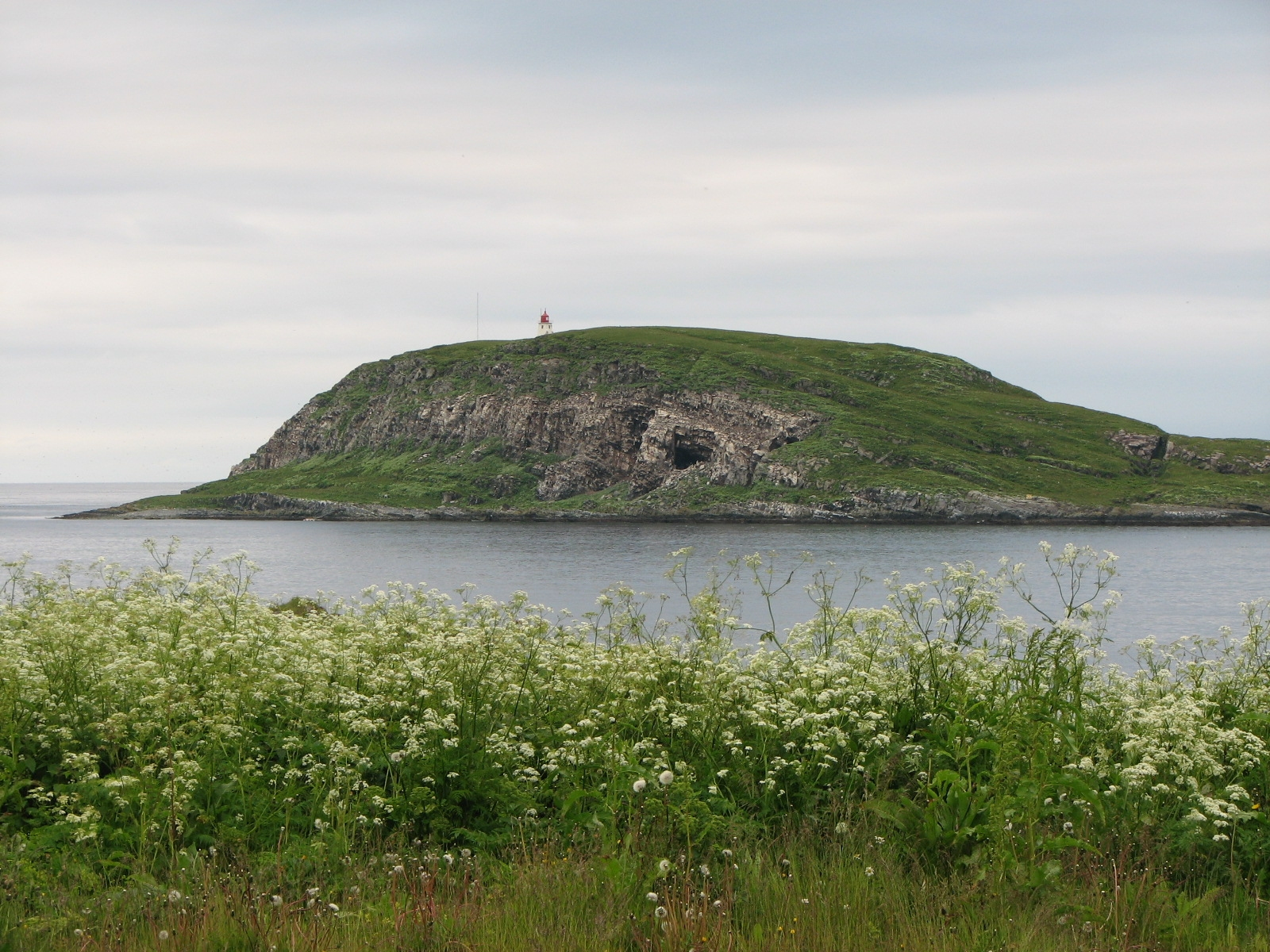
Niezamieszkana wyspa Hornøya, stanowiąca najdalej wysunięty na wschód punkt Norwegii

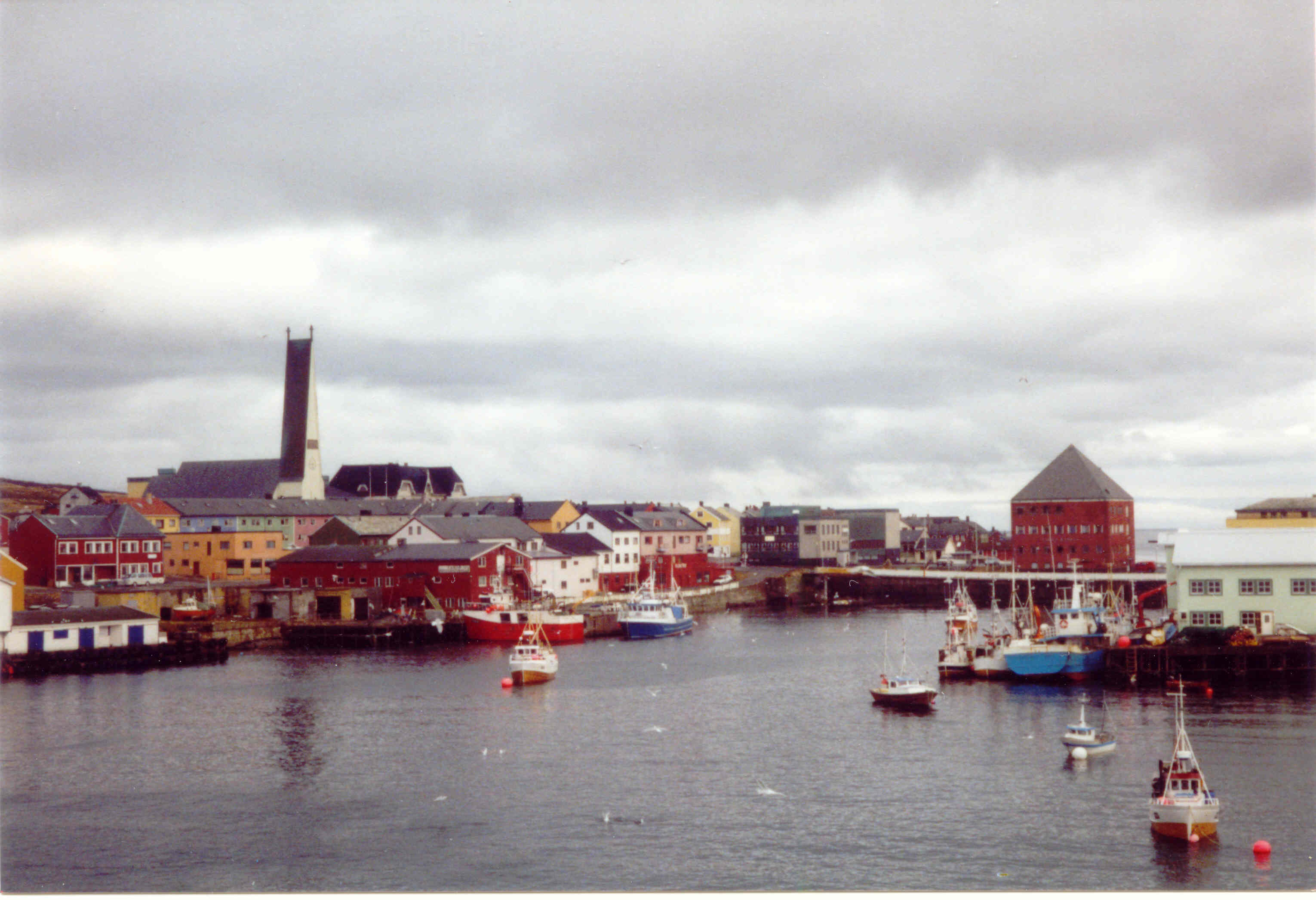
Vardø w lipcu 2001 roku

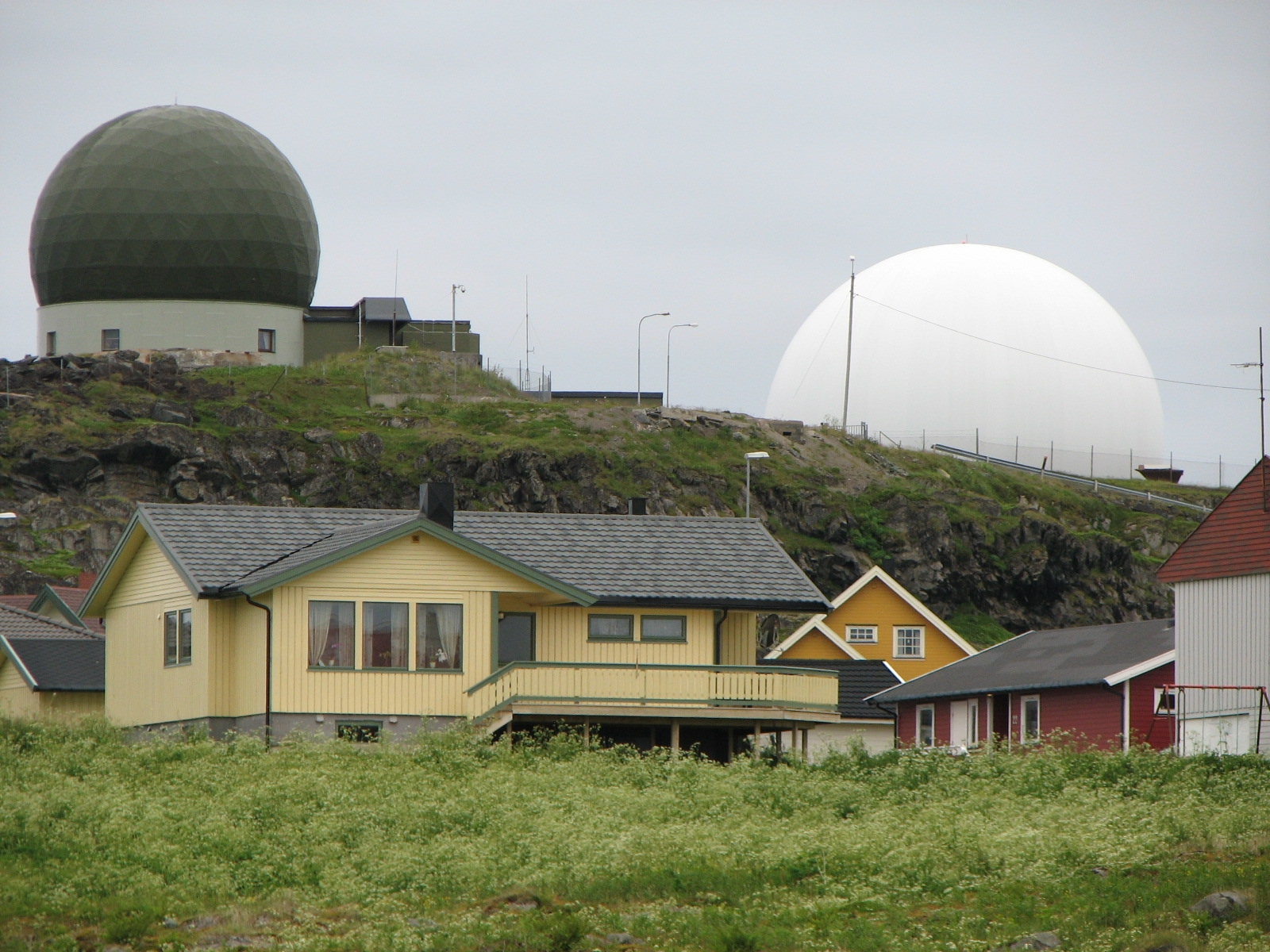
Instalacje radarowe w Vardø

Vardø (fiń. Vuoreija lub Vuorea, płn-lap. Várggát) – norweskie miasto i gmina w okręgu Finnmark, położona na wschodnim krańcu półwyspu Varanger nad Morzem Barentsa. Vardø jest 183. norweską gminą pod względem powierzchni.
Centrum administracyjnym gminy jest położone na wyspie Vardøya miasto Vardø – najdalej wysunięte na wschód miasto w Norwegii.

## Historia
Najstarsze ślady osadnictwa na obszarze Vardø datowane są na 7000–6000 lat p.n.e. Na początku XIV w. zbudowano pierwszy kościół, a król Norwegii Haakon V Magnusson rozpoczął na wyspie Vardøya około 1307 roku budowę pierwszego, niezachowanego zamku Vardøhus (współczesną zachowaną twierdze wzniesiono w latach 1734–1738). Osada, dzięki swojemu strategicznemu położeniu, odgrywała znaczną rolę jako najbardziej wysunięty na wschód punkt Królestwa Norwegii (1523–1814 Królestwo Danii i Norwegii). Podstawą gospodarki było rybołówstwo i handel.
W XVII wieku w Vardø skazano za czary i spalono na stosie ponad 90 osób. W XVIII–XIX w. dużą rolę odgrywał handel z rosyjskimi Pomorcami. W 1789 roku Vardø otrzymało prawa miejskie. Pod koniec XIX w. miasto liczyło prawie 2600 mieszkańców. Liczba ta wzrosła do 3450 w 1930 roku. Podczas II wojny światowej 7 lipca 1940 miasto trafiło pod okupację niemiecką. Po ataku Niemiec na ZSRR Vardø stało się strefą przyfrontową i działały tam radzieckie grupy specjalne, przy wsparciu części ludności. Miasto uległo dużym zniszczeniom pod koniec wojny w 1944 roku, gdy Niemcy w celach obronnych wysiedlili ludność i zniszczyli infrastrukturę. W październiku 1944 zostało zajęte przez wojska radzieckie, które do września 1945 utrzymywały tam administrację wojskową.
Gmina Vardø została ustanowiona 1 stycznia 1838. Ówczesne prawodawstwo wymagało wprawdzie, aby miasto było administracyjnie wydzielone od towarzyszącej mu gminy wiejskiej, jednak z uwagi na małą liczbę ludności w kilku przypadkach, m.in. Vardø, uczyniono wyjątek. Gmina wiejska, Vardø herred, została wydzielona w 1868 (istniała do 1964, kiedy została włączona do Vardø; wcześniej, w 1957, przemianowana na Båtsfjord).
Z 1 stycznia 2020, w związku z reformą administracyjną z 2017 r., okręg Finnmark, którego stolicą było Vardø, został zlikwidowany. W jego miejsce powstał okręg Troms og Finnmark. Vardø zostało siedzibą zarządcy tego okręgu (oficjalną stolicą jest Tromsø).
Po II wojnie światowej, gdy Norwegia wstąpiła do NATO, z Vardø prowadzono obserwację radzieckiej aktywności militarnej, korzystając z bliskości bazy morskiej Floty Północnej w Murmańsku, i umieszczono tam między innymi radar dozoru powietrznego i stacje nasłuchowe. Pomimo zakończenia zimnej wojny, rozbudowywano tam dalej instalacje militarne i w 1998 roku zainstalowano w Vardø amerykański radar dalekiego zasięgu AN/FPS 129 Have Stare, umożliwiający wczesne wykrywanie odpaleń rakiet z rosyjskich okrętów podwodnych na Morzu Barentsa, a w 2018 roku podjęto prace nad instalacją tam kolejnego zaawansowanego radaru. Obecność instalacji militarnych w Vardø jest negatywnie odbierana przez Rosję i mogą być one celem w razie ewentualnego konfliktu.

## Nazwa
W XIV w. nazwę osady zapisywano jako Vargøy – pierwszy element pochodził od vargr – wilk, drugi, øy, oznaczał wyspę. Z czasem pierwszy człon został zamieniony na varða, oznaczający kopiec.

## Demografia
Gminę zamieszkuje 2119 osób (1 października 2010), gęstość zaludnienia wynosi 3,52 os./km². Pod względem zaludnienia Vardø zajmuje 314. miejsce wśród norweskich gmin.
| ludność stan na 1 stycznia 2005 |         |           |       |
|                                 | kobiety | mężczyźni | razem |
| osób                            | 1188    | 1178      | 2366  |
| %                               | 50,21%  | 49,79%    | 100%  |

| wykształcenie stan na 1 października 2004 |        |         |        |        |
|                                           | podst. | średnie | wyższe | niezn. |
| osób                                      | 538    | 1066    | 254    | 70     |
| %                                         | 27,9%  | 55,29%  | 13,17% | 3,63%  |

## Edukacja
Według danych z 1 października 2004:
- liczba szkół podstawowych (norw. grunnskolar): 3
- liczba uczniów szkół podst.: 276

## Władze gminy
Według danych na rok 2011 administratorem gminy (norw. rådmann) jest Hans Erik Wilhelmsen, natomiast burmistrzem (norw. ordfører, d. borgermester) jest Rolf Einar Mortensen.

## Współpraca
- Kemijärvi, Finlandia
- Archangielsk, Rosja